# Копальхен

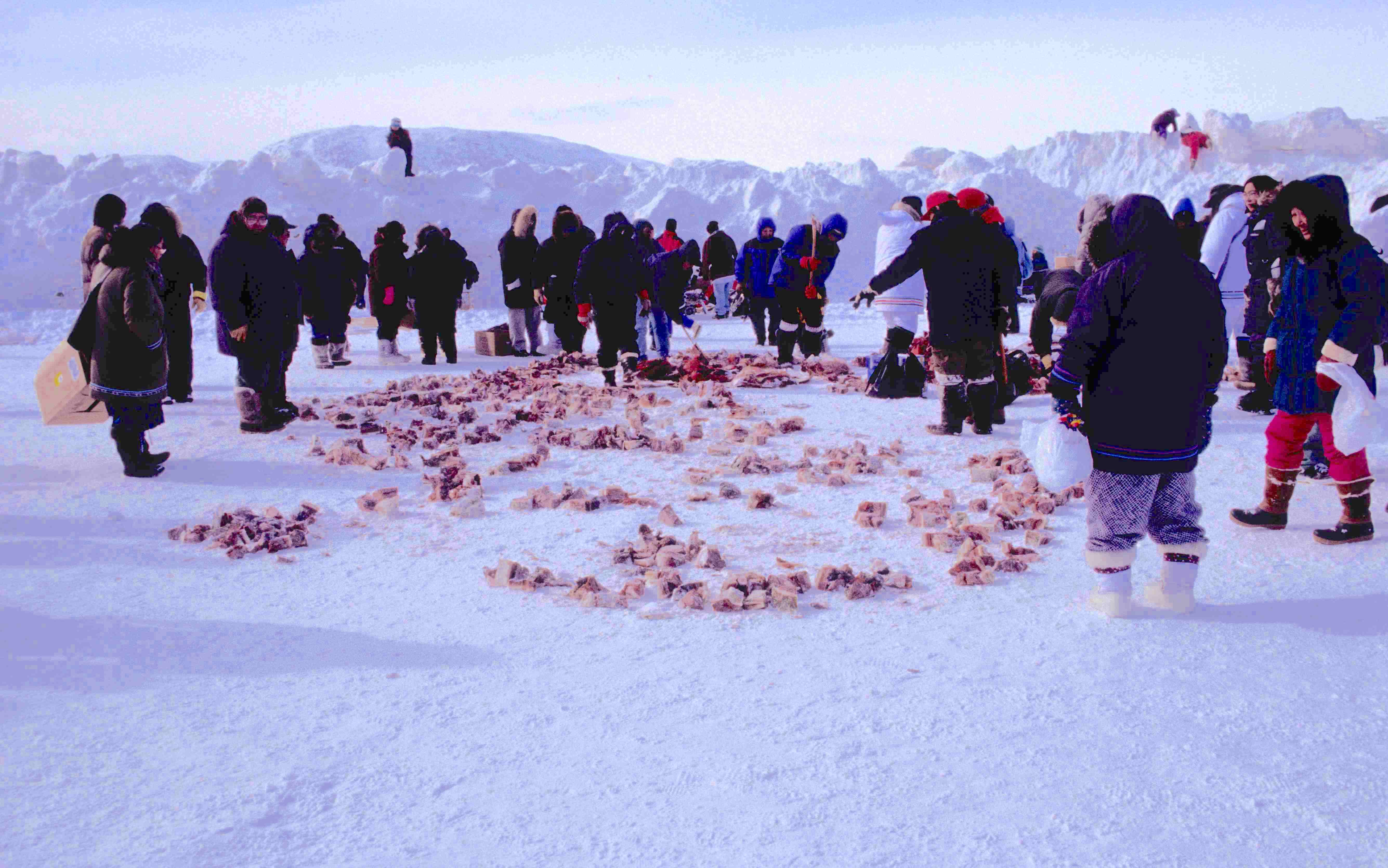

Копальхен (копальхем, копальхин, копальха, ескім. копальгин, ігунак) — делікатесна страва нганасан, чукчів, ненців, енців, хантів та ескімосів.
Виготовляється з ферментованого під пресом м'яса. Через утворення в процесі приготування трупної отрути смертельно небезпечна для представників більшості інших народностей.

## Спосіб приготування
Копальхен готують з моржа, тюленя, оленя (ненецький, чукотський, евенкійський варіант), качки (гренландський варіант), кита (ескімоський варіант).
Для приготування оленячого копальхену беруть великого, жирного й здорового оленя. Кілька днів його не годують, щоб очистити кишку, потім душать не пошкоджуючи шкіри. Після цього труп занурюють у болото й присипають торфом, закладають гілками й камінням, і залишають на кілька місяців. Потім труп витягають і вживають у їжу.
Більш поширений варіант виготовляють із моржа або тюленя: тварину вбивають, охолоджують у воді, вміщають у шкуру, звідки потім випускають повітря, і закопують під пресом з гравію на лінії прибою. Через кілька місяців труп витягують і вживають у їжу. Зазвичай полювання на моржа ведеться влітку, а готовий ігунак викопують у грудні.

## Спосіб вживання
Морожений копальхен ріжеться тонкими скибочками, які згортають у трубочки. Трубочки вмочують у сіль і заїдають сирими легенями щойно забитого оленя.

## Наслідки для непідготовленої людини
При вживанні копальхену будь-яка людина, якщо вона не харчується ним із дитинства, отримує сильне отруєння, яке за відсутності своєчасної медичної допомоги може скінчитися смертю. Гниле м'ясо містить в досить великій кількості трупну отруту — кадаверин, путресцин та нейрин.
Вони в числі інших речовин, що утворюються при розкладанні, відповідальні за неприємний запах продукту, а також токсичні особливо — нейрин[джерело?]. Дію нейрину на організм можна порівняти з дією мускарину і фосфорорганічних сполук, тобто з'являються рясні слиновиділення, бронхорея, блювання, пронос, судоми і в більшості випадків — смерть від сильного отруєння.
Приклад отруєння копальхеном описаний в оповіданні А. Ломачінського «Копальхем і трупні отрути» («Розповіді судмедексперта»).